# Демоним
Демоним (од грч. ] — „народ“ или „становништво“ и ] — „име“) је именица којом се означава становништво одређеног места или области, а изводи се из имена тог места, односно области. У том значењу, термин се користи не само у науци, већ је озваничен и на међународном нивоу, кроз рад специјализованих агенција и стручних служби Уједињених нација.
У време конституисања стручне лингвистичке терминологије, током 19. века, у научну употребу је ушао и појам етникон или скраћено етник, али тај полисемични (вишезначни) термин је током 20. века постепено напуштен у међународним лингвистичким круговима, првенствено због тога што је у јавности долазило до мешања поменутог термина са појмом етноним, који има сасвим другачије значење, а односи се на именовање етничке припадности.

## Значење и употреба
Као посебна врста именица, демоними (односно етникони или етници) користе се за означавање географске припадности или географског порекла. Именице-демоними пишу се почетним великим словом, док се из њих изведени присвојни придеви (ктетици) пишу малим словом. По правилу, демоними се јављају у оба рода и оба броја.
На пример, демоним „Београђанин” (мн. „Београђани”) означава становника Београда. У женском роду, демоним „Београђанка” (мн. „Београђанке”) означава становницу Београда.
Појам демоним, односно етникон или етник (према старијој терминологији), не треба мешати са појмом етноним, који се односи на називе етничких заједница, којима се исказује етничка припадност. Ова разлика се на посебан начин испољава код појединих хомонима, који имају не само демонимско, већ и етнонимско, а понекад и додатно политонимско значење.
На пример, именица „Црногорци” може имати сва три значења: Црногорци као демонимски назив за све становнике Црне Горе и људе који су родом или пореклом са простора Црне Горе, Црногорци као етнонимски назив за етничке Црногорце и најзад, Црногорци као политонимски назив за држављане Црне Горе.